# Signaalwoord
Een signaalwoord of verbindingswoord is een woord of woordgroep waarmee een verband wordt aangegeven tussen twee alinea's, zinnen of deelzinnen. Hiermee wordt informatie gegeven over de opbouw van een tekst of tekstgedeelte. Het woord "signaleert" een opsomming, het "signaleert" een tegenstelling, een plaats, een chronologisch verband, enzovoort 
Er kan onderscheid gemaakt worden tussen signaalwoorden met verschillende functies. Hierbij een niet-volledige lijst met de meest voorkomende signaalwoorden:
Opsommingen, of, en/of, bovendien, ook, verder, eveneens, ten eerste (ten tweede etc.), daarnaast, evenals, tevens, gevolgd door, ten slotte, hierna, vervolgens, nog, sommige
Tegenstellingmaar, echter, hoewel, ofschoon, toch, daarentegen, anderzijds, in tegenstelling tot, desondanks, desalniettemin, niettegenstaande, desniettegenstaande, staat tegenover, sommige, terwijl
Plaatshier, waarop, daar, waarvandaan, waarin, waar
Chronologisch verband (tijd)wanneer, toen, eerst, vervolgens, terwijl, daarna, nadat, voordat, vroeger, later, nu, nou, dan, als, al, bijna, dadelijk, inmiddels;
Oorzaak en gevolgdaardoor, doordat, door, waardoor, zodat, ten gevolge van, wegens, vervolgens, zodoende, dankzij, te danken aan
Samenvattingkortom, samengevat, dus, vandaar dat, hieruit volgt, samenvattend, al met al, met andere woorden, om kort te gaan
Conclusiedus, aldus, concluderend, kortom, dat betekent, ter conclusie, tot slot
Vergelijkingzoals, hetzelfde, als, in vergelijking met, zo, evenals, soortgelijk(e)
Toelichting of voorbeeldbijvoorbeeld, een voorbeeld hiervan, zo, ter illustratie, zoals, daar
Doel en middeldoor middel van, om te, opdat, daartoe, daarmee, waarmee
Argumentatie, reden of verklaringwant, omdat, daarom, namelijk, immers, aangezien, dus, daardoor, vanwege
Voorwaardeals, indien, wanneer, mits, stel dat, tenminste, in het geval dat, voor het geval dat, tenzij, tenware
Belemmerende omstandigheidtenzij, behalve

## Voorbeelden van tekstverbanden met signaalwoorden
Naast de eerder genoemde opsommingen, helpt het om signaalwoorden te koppelen aan het tekstverband en deze te illustreren met korte voorbeeldzinnen. Dit verhoogt het begrip en het toepassen ervan in de praktijk. 
| Tekstverband                      | Signaalwoorden                                               | Voorbeeld                                                                    |
| --------------------------------- | ------------------------------------------------------------ | ---------------------------------------------------------------------------- |
| Chronologisch verband             | eerst, daarna, toen, vroeger, nu, later                      | Eerst zat ik op voetbal, later op hockey.                                    |
| Conclusie                         | dus, daarom, kortom, concluderend, al met al                 | Al met al kunnen we stellen dat vroegtijdige selectie geen goed idee is.     |
| Doel en middel                    | zodat, opdat, met behulp van                                 | Ik train keihard zodat ik fit aan de start kan verschijnen.                  |
| Oorzaak en gevolg                 | doordat, daardoor, als gevolg van, zodat, waardoor           | Ik ben te laat doordat de brug open stond.                                   |
| Opsomming                         | ten eerste, daarnaast, ook, tevens, bovendien                | Ten eerste ben ik te moe om mee te gaan. Daarnaast vind ik het koud.         |
| Argumentatie, reden of verklaring | daarom, omdat, want, immers, dankzij                         | Ik ben te laat omdat ik mijn wekker niet heb gezet.                          |
| Samenvatting                      | kortom, samengevat, met andere woorden, al met al            | Kortom, de ideale schooldag bestaat niet.                                    |
| Tegenstelling                     | maar, echter, toch, desondanks, aan de ene kant              | Ik vind Zeeland een heerlijk fietsgebied, maar de wind is verraderlijk hard. |
| Toegevend (Tegenstelling)         | hoewel, ook al, ofschoon, desondanks                         | Ik leerde de hele nacht door, hoewel ik eigenlijk te moe was.                |
| Toelichting of voorbeeld          | bijvoorbeeld, zoals, neem nou, denk aan                      | Ik vind taalvakken zoals Nederlands erg leuk.                                |
| Vergelijking                      | in vergelijking met, net als, evenals, zoals, vergeleken met | Nederland is, net als België, onderdeel van de Benelux.                      |
| Voorwaarde                        | als, indien, tenzij, mits                                    | Ik ga volgend jaar studeren, tenzij ik zak voor het eindexamen.              |

Deze tabel is gebaseerd op het educatief lesmateriaal van JoJoschool.
Concluderend verband · middel-doelverband · oorzakelijk verband · opsommend verband · redengevend verband · samenvattend verband · tegenstellend verband · toelichtend verband · uitleggend verband · vergelijkend verband · voorwaardelijk verband